# تقوي (كوهباية الغربي)
تقوي (بالفارسية: تقوی) هي قرية تقع في إيران في قسم کوهبایة الغربي الریفي.